# Октябрьский (Верхнедонской район)
Октя́брьский — посёлок в Верхнедонском районе Ростовской области.
Входит в состав Мешковского сельского поселения.

## Население
| 1989 | 2002 | 2010 |
| ---- | ---- | ---- |
| 150  | ↘129 | ↘113 |

## Улицы
На хуторе имеется одна улица: Октябрьская.